# Милиадис, Стилианос
 Стилиано́с Милиадис  (греч.  Στυλιανός Μηλιάδης  Хиос, 1881 — Пирей, 1965) — греческий художник 20-го века.

## Биография
Стилианос (упоминается также и под уменьшительным именем Стелиос) Милиадис родился на острове Хиос в 1881 году.
Хиос практически обезлюдел во время Греческой революции, после того как турки устроили резню на острове в 1822 году. По настоянию «Великих держав», остров не вошёл в состав возрождённого греческого государства и остался под османским контролем. По завершении войны и получив гарантии, часть населения, среди которой была и семья Милиадисов, вернулась на остров.
Для получения образования, Стелиос Милиадис переехал в Греческое королевство и обосновался в Пирее.
Первые уроки живописи Милиадис получил у, проживавшего в Пирее, известного греческого художника Константина Воланакиса.
Для продолжения учёбы, в 1898 году, Милиадис, также как многие другие молодые греческие художники того периода, отправился в Баварию, где учился в Мюнхенской академии у Николаоса Гизиса и у немецкого художника Ludwig von Löfftz.
По завершении учёбы остался в Мюнхене до 1903 года и, после кратковременного возвращения в Пирей, Милиадис уехал в Париж. Продолжил учёбу в парижской Школе изящных искусств и разных свободных художественных академиях. Завершив цикл своей учёбы, Милиадис остался в Париже, где прожил до 1931 года, за исключением периода 1915—1920, когда он жил в Греции
Через год после того как он обосновался в Париже, в 1904 году Милиадис принял участие в Международной выставке Мюнхена. С 1910 по 1925 год Милиадис беспрерывно выставлял свои работы в «Салонах» «Общества французских художников».
В 1927 году Милиадис был награждён на выставке в Бордо.
Он также осуществил несколько персональных выставок во Франции и за её рубежами.
После своего окончательного возвращения в Грецию в 1931 году, Милиадис стал принимать участие в «Панэллинских» и других групповых выставках в Греции.
В 1934 году Милиадис был среди греческих художников, выставивших свои работы на Венецианской Биеннале (первое участие Греции).
Художник умер в Пирее в 1965 году.
Милиадис писал в основном портреты, пейзажи и букеты цветов.
Искусствоведы считают, что в портретах Милиадис продолжает традиции академической «Мюнхенской школы» греческой живописи, но его пейзажи уже характеризует французский импрессионистский стиль.
Работы художника хранятся и выставляются в Национальной галерее Греции, в Муниципальной галерее Ларисы, в галерее Парламента эллинов и других публичных и частных галереях.
В 1983 году Национальная галерея Греции организовала выставку-ретроспективу работ художника.
Работы Милиадиса выставляются на международных аукционах произведений искусства.